# Тротт, Нейтан
Нейтан Уоллес Ньюман Тротт (англ. Nathan Wallace Newman Trott; родился 21 ноября 1998, Бермуды) — английский футболист, вратарь клуба «Копенгаген».

## Клубная карьера
Нейтан Тротт является воспитанником футбольного клуба «Вест Хэм Юнайтед».
1 июля 2019 года был отдан в аренду в «Уимблдон». За клуб дебютировал в матче против «Аккрингтон Стэнли». Свой первый матч на ноль сыграл в матче против футбольного клуба «Уиком Уондерерс». За «Уимблдон» сыграл 26 матча, где пропустил 35 мячей.
За основную команду «Вест Хэма» дебютировал в кубке Англии в матче против «Донкастера», выйдя на замену на 7 минут.
22 июля 2021 года был отдан в аренду в «Нанси». За клуб дебютировал в матче против «Тулузы». Свой первый матч на ноль сыграл сделал в матче против «Дюнкерка». Всего за клуб сыграл 23 матча, где пропустил 47 мячей.
21 августа 2022 года перешёл в «Вайле» на правах аренды. За клуб дебютировал в матче против «Хобро», где сделал «сухарь». В матче с тем же клубом получил красную карточку.

## Карьера в сборной
Попал в заявку победного для Англии чемпионата Европы, где во всех матчах попал в заявку, но ни во одном матче участия не принимал. В Турнире четырёх наций Тротт сыграл 6 матчей, где пропустил 4 мяча.

## Достижения
Сборная Англии (до 19 лет)
- Победитель чемпионата Европы среди юношей до 19 лет: 2017